# كواكواتش
كواكواتش (Quackwatch، رقيب الدجالين) هو موقع إلكتروني يقع مقره في الولايات المتحدة، يوصف بأنه «شبكة من الناس»  أسسها ستيفن باريت، والذي يهدف إلى «مكافحة الاحتيال والخرافات المرتبطة بالصحة، والمغالطات، وسوء السلوك» والتركيز على «امعلومات الدجالين والتي من الصعب أو من المستحيل الحصول على ها من مكان آخر». منذ عام 1996، قام بإدارة موقع مراقبة الطب البديل quackwatch.org، والذي يقدم المشورة للجمهور حول علاجات الطب البديل غير المؤكدة أو غير الفعالة. يحتوي الموقع على مقالات ومعلومات أخرى تنتقد العديد من أشكال الطب البديل.
يستشهد الموقع بمقالات المجلات التي راجعها النظراء وتلقى العديد من الجوائز. تم تطوير الموقع بمساعدة شبكة عالمية من المتطوعين والمستشارين الخبراء. وقد تلقت تقديرا إيجابيا وتوصيات من المنظمات الرئيسية والمصادر. تم التعرف عليه في وسائل الإعلام، التي تستشهد بالموقع كمصدر عملي لمعلومات المستهلك عبر الإنترنت. نتج عن نجاح كواكواتش إنشاء مواقع إضافية تابعة؛  اعتبارًا من 2019 كان هناك 21 منهم. 

## المهمة والنطاق
يشرف باريت، صاحب شركة كواكواتش، على مجمل عمليات الموقع مع مداخلات من المستشارين ومساعدة من متطوعين، بما في ذلك عدد من المهنيين الطبيين. في عام 2003، تم إدراج 150 مستشارًا علميًا وفنيًا على النحو التالي: 67 مستشارًا طبيًا و 12 مستشارًا طب الأسنان و 13 مستشارًا للصحة العقلية و 16 مستشارًا في علوم التغذية والأغذية و 3 مستشارين في علاج الأرجل و 8 مستشارين بيطريين و 33 مستشارًا علميًا وفنيًا آخرين. منذ ذلك الوقت، تطوع الكثيرون، لكن أسماء المستشارين لم يعد مدرجا.

تصف كواكواتش مهمتها كما يلي: 
 ... التحقيق في الادعاءات المشكوك فيها، والإجابة على استفسارات حول المنتجات والخدمات، وتقديم المشورة لضحايا quackery ، وتوزيع منشورات موثوق بها، وفضح مزاعم العلم المزيف، والإبلاغ عن التسويق غير القانوني، وتحسين جودة المعلومات الصحية على الإنترنت، ومساعدة أو إنشاء دعاوى حماية المستهلك، والهجوم الإعلان المضلل على شبكة الإنترنت. 
 تصر كواكواتش على أنه لا يوجد لديها موظفون برواتب، وأن التكلفة الإجمالية لتشغيل جميع مواقع كواكواتش تبلغ حوالي 7000 دولار في السنة. يتم تمويلها بشكل رئيسي من خلال التبرعات الفردية الصغيرة، والعمولات من المبيعات في المواقع الأخرى التي تشير إليها، والأرباح من بيع المنشورات، وبتمويل ذاتي من قبل باريت. الدخل المذكور مستمد أيضا من استخدام الروابط الدعائية. يركز الموقع على مكافحة عمليات الاحتيال ذات الصلة بالصحة والخرافات والبدع والمغالطات التي يصعب العثور عليها في أي مكان آخر.

## محتوى الموقع
يحتوي موقع كواكواتش على مقالات وأوراق بيضاء كتبها باريت وكتاب آخرون، مخصصة للمستهلك غير المتخصص. تناقش المقالات المنتجات ذات الصلة بالصحة والمعالجات والمؤسسات ومقدمي الخدمات الذين تعتبرهم مضللة أو احتيالية أو غير فعالة. وشملت أيضا وصلات لمصادر المادة والموارد الداخلية والخارجية على حد سواء لمزيد من الدراسة.
تم تطوير الموقع بمساعدة المتطوعين والمستشارين الخبراء. تستشهد العديد من مقالاته بالبحث الذي تمت مراجعته من قِبل النظراء  وتم تذييله بالعديد من الروابط بالمراجع. ذكرت مراجعة في رانينغ أتد فيت نيوز أن الموقع «يوفر أيضًا روابط لمئات المواقع الصحية الموثوق بها.» 

### المواقع ذات الصلة والمواقع الفرعية
ناتشر واتش (Naturowatch) هو موقع فرعي لـ كواكواتش والذي يهدف إلى تقديم معلومات حول اعتلال العلاج الطبيعي الذي «الصعب أو المستحيل العثور عليه في مكان آخر»، وبالتالي يعمل كدليل متشكك للموضوع. يدير الموقع باريت وكيمبول سي. أتوود الرابع، أخصائي التخدير الذي أصبح ناقدًا صريحًا للطب البديل.
الموقع متاح باللغة الفرنسية  والبرتغالية،  وسابقًا بالألمانية،  ويبث كذلك من عدة مواقع مرايا.

## تأثير
بعض المصادر التي ذكرت كويكوتش لستيفن باريت كمصدر مفيد لمعلومات المستهلك تشمل مراجعات الموقع، الوكالات الحكومية، المجلات المختلفة بما في ذلك مقال في مجلة لانسيت  وبعض المكتبات.
قال Good Web Guide في عام 2006 أن كواكواتش «هي بلا شك مصدر معلومات مهم ومفيد وتضخ جرعة صحية من الشك في مراجعة المعلومات الصحية الشائعة»، ولكن «يميل إلى تحديد ما هو ممكن أو حقيقي فقط من حيث ما لديه العلم تمكنت من» إثبات«حتى الآن».

## روابط خارجية
- الموقع الرسمي